# Ilyes Sidhoum
Ilyes Sidhoum (sinh ngày 10 tháng 8 năm 1989 ở Nedroma) là một cầu thủ bóng đá người Algérie. Hiện tại anh thi đấu ở vị trí hậu vệ phải cho USM Bel-Abbès ở Giải bóng đá hạng nhất quốc gia Algérie.

## Sự nghiệp quốc tế
Ngày 22 tháng 12 năm 2009, Sidhoum được triệu tập bởi Abdelhak Benchikha vào đội tuyển U-23 quốc gia Algérie tại trại huấn luyện 1 tuần ở Algiers. Vào tháng 5 năm 2010, he được triệu tập lần nữa vào trại huấn luyện ở Ý.

## Danh hiệu
- Vô địch World Military Cup 1 lần cùng với Algerian National Military Team năm 2011